# Kira Zvorykina
Kira Alekseevna Zvorykina (in russo Кира Алексеевна Зворыкина?; Mykolaïv, 29 settembre 1919 – Mosca, 6 settembre 2014) è stata una scacchista russa (sovietica fino al 1992).

## Biografia
Nel 1927 si trasferì con la famiglia a Leningrado, dove ebbe l'opportunità di frequentare il circolo scacchistico del Palazzo dei Pionieri, nel quale teneva un corso di scacchi Pëtr Romanovskij.
Nel 1946 si classificò seconda nel campionato femminile di Leningrado. Si sposò poi col grande maestro Aleksej Suėtin ed ebbero un figlio, Aleksandr, nato nel 1951. Nello stesso anno vinse il suo primo Campionato sovietico femminile. Lo vinse ancora nel 1953, 1956, 1957 (alla pari con Valentina Borisenko) e nel 1958 (alla pari con Larisa Volpert).
Nel match URSS-Gran Bretagna del 1954 vinse il match contro Anne Sunnucks (+1 =1 –0).
Nel 1959 ottenne il suo più grande successo vincendo il torneo delle candidate di Plovdiv, acquisendo il diritto di disputare un match con la campionessa in carica Elisaveta Bykova col titolo mondiale in palio. Il match si svolse sfortunatamente mentre sua madre era gravemente malata (morì dopo poco tempo) e ciò influì negativamente sul suo livello di gioco, per cui perse 4 ½ - 8 ½.
Negli anni '60 prese parte solo a pochi tornei e non ottenne grandi risultati. Stava emergendo una nuova generazione di forti giocatrici, tra le quali la azera Tat'jana Zatulovskaja e le georgiane Nona Gaprindashvili e Nana Aleksandrija.
Partecipò alle Olimpiadi femminili del 1957 a Emmen e del 1963 a Spalato. Nella prima realizzò un eccellente 12/14, vincendo la medaglia d'oro individuale e di squadra; nella seconda in 1a riserva realizzò 5 ½ su 6, contribuendo in modo determinante alla medaglia d'oro di squadra (le sovietiche vinsero con solo mezzo punto di vantaggio sulla Jugoslavia).
In seguito si trasferì a Minsk, dove fondò e diresse una scuola di scacchi. Partecipò a diversi Campionati della Bielorussia, vincendone tre (nel 1960, 1973 e 1975).
Continuò l'attività agonistica fino ad età avanzata. Nel 1998, all'età di quasi ottant'anni, il suo Elo era ancora di 2245 punti.
Prese parte al campionato del mondo seniores del 2000 a Rowy, ottenendo un piazzamento a metà classifica.
Nel 1977 ottenne i titoli di Grande Maestro Femminile e di Arbitro Internazionale.